# Krumovo (distrikt i Bulgarien, Jambol)
Krumovo (bulgariska: Крумово) är ett distrikt i Bulgarien.   Det ligger i kommunen obsjtina Tundzja och regionen Jambol, i den centrala delen av landet, 220 km öster om huvudstaden Sofia.
Trakten runt Krumovo består till största delen av jordbruksmark. Runt Krumovo är det ganska glesbefolkat, med 48 invånare per kvadratkilometer.